# M.2
M.2, tidligere kendt som Next Generation Form Factor (NGFF), er en specifikation for interne udvidelseskort i computere. M.2 er mere fleksibel og tillader forskellige længder og bredder på modulerne. Sammen med mere avancerede metoder for at håndtere grænseflader er M.2 bedre egnet for tilkobling af en fx mSATA for SSD-disker.
Producenterne af M.2 udstyr bestemmer selv hvilke grænseflader, som skal understøttes.
M.2 muliggør understøttelse af én eller flere af disse grænseflader: PCI Express 3.0, SATA rev. 3.0 og USB 3.0. SATA rev. 3.2 specifikationen fra august 2013 satte M.2 som standard for tilkobling af hardware. M.2 muliggør understøttelse af NVM Express, som er en grænseflade for datalagring via PCI Express.
Selve M.2 modulet er rektangulær med tilkobling af op til 67 tilledninger på siden. Hver tilledning skal tåle 50V og 0,5A. Tilkoblingen har «nøgler» fra A til M hvor nogle tilledninger «mangler» og laver et indhak.
| Nøgle ID | Tilledning i indhak | Grænseflade                                                         |
| -------- | ------------------- | ------------------------------------------------------------------- |
| A        | 8–15                | PCIe ×2, USB 2.0, I2C og DP ×4                                      |
| B        | 12–19               | PCIe ×2, SATA, USB 2.0 og 3.0, audio, UIM, HSIC, SSIC, I2C og SMBus |
| C        | 16–23               | Reserveret til fremtidig brug                                       |
| D        | 20–27               | Reserveret til fremtidig brug                                       |
| E        | 24–31               | PCIe ×2, USB 2.0, I2C, SDIO, UART og PCM                            |
| F        | 28–35               | Future Memory Interface (FMI)                                       |
| G        | 39–46               | Reserveret til brugere (ubrugt i M.2 standarden)                    |
| H        | 43–50               | Reserveret til fremtidig brug                                       |
| J        | 47–54               | Reserveret til fremtidig brug                                       |
| K        | 51–58               | Reserveret til fremtidig brug                                       |
| L        | 55–62               | Reserveret til fremtidig brug                                       |
| M        | 59–66               | PCIe ×4, SATA og SMBus                                              |